# She-Shell
She-Shell（シーシェル）は、元SOFT BALLETの藤井麻輝と女性ヴォーカリストによる日本の音楽ユニット。
1stシングルは渡真利愛、2ndシングルはMIZU。

## 来歴
1996年、ジャパンのトリビュート・アルバム『ライフ・イン・トウキョウ・JAPAN・トリビュート・アルバム』にTorrid名義で参加（ヴォーカルは渡真利愛）。
1999年1月1日、1st シングル「reep」をリリース。
1999年8月11日、2nd シングル「sin」をリリース。
2001年、浜崎あゆみの再発シングル「For My Dear...」にて「A Song for ××“she shell REPRODUCTION”」を提供。

## ディスコグラフィ

### シングル
- reep （1999年1月1日 ポリドール POCH-1751）

1. Flesh
2. Fairy
3. Angel
4. Who by Fire

- sin （1999年8月11日 ポリドール POCH-1812）

1. Sin
2. Flagment
3. Shadow

## 参加
- ジャパン・トリビュート・アルバム「ライフ・イン・トウキョウ・JAPAN・トリビュート・アルバム （1996年9月4日 BMGビクター　BVCR-764）
  - Torrid名義で参加（ヴォーカルは渡真利愛）

## 提供
- A Song for ××“she shell REPRODUCTION”

浜崎あゆみ マキシシングル「For My Dear...」 （2001年2月28日 avex trax）に収録